# Эйри (марсианский кратер)
Эйри (англ. Airy) — 43-километровый марсианский ударный кратер, расположенный на Плато Меридиана по координатам 5°06′ ю. ш. 0°06′ в. д. / 5,1° ю. ш. 0,1° в. д.. Внутри него есть гораздо меньший кратер Эйри-0. Кратер
назван в честь британского астронома, сэра Джорджа Бидделя Эйри (1801—1892).

## Кратеры, находящиеся наПлато Меридиана
- Эйри — кратер с диаметром 40 км. Марсоход Оппортьюнити находился в 375 км к юго-западу от него.

- Эйри-0 — кратер внутри кратера Эйри.

- Арго — посещён марсоходом Оппортьюнити.
- Бигль — посещён марсоходом Оппортьюнити.
- Бер
- Игл — 22-метровый кратер, место посадки марсохода Оппортьюнити.
- Индевор — 22-километровый кратер, посещён марсоходом Оппортьюнити.
- Эмма Дин — посещён марсоходом Оппортьюнити.
- Эндьюранс — посещён марсоходом Оппортьюнити.
- Эребус — посещён марсоходом Оппортьюнити.
- Медлер
- Санта-Мария — посещён марсоходом Оппортьюнити.
- Виктория — кратер с диаметром 750 метров, посещён марсоходом Оппортьюнити.
- Восток — посещён марсоходом Оппортьюнити.
- Натуралист — посещён марсоходом Оппортьюнити.